# 666: Teen Warlock
666: Teen Warlock è un film per la televisione del 2016 diretto da David DeCoteau.

## Trama
Una strega informa un ragazzo che egli diventerà uno stregone il giorno del suo diciottesimo compleanno.